# Naruto: Ultimate Ninja 3
Naruto: Ultimate Ninja 3, in Japan Naruto: Narutimate Hero 3 ＮＡＲＵＴＯ－ナルト－ ナルティメットヒーロー3 Naruto: Narutimetto Hīrō ist ein von CyberConnect2 entwickeltes und von Namco Bandai Games veröffentlichtes Fighting Game. Das Spiel wurde für die PlayStation 2 entwickelt. Es ist die Fortsetzung von Naruto: Ultimate Ninja 2. Das Spiel wurde am 22. Dezember 2005 in Japan, 25. März 2008 in den Vereinigten Staaten und am 5. September 2008 in Europa veröffentlicht.

## Inhalt
Die Geschichte des Spiels orientiert sich an der gleichnamige Anime oder Manga. Im Spiel geht es um den Kampf zwischen Naruto und Sasuke. 

## Spielprinzip
Wie im Vorgänger gibt es spezielle Techniken und Jutsus, die verwendet werden können. Einige Charaktere verfügen Spezialattacken, indem sie spezielle Techniken anwenden, die ihren Status verbessern und ihnen neue Fähigkeiten verleihen. Das Spiel enthält auch mehrere Gegenstände, wie Shuriken und Kunai. Anderes als im Vorgänger ist es, dass es keine Unterstützungscharaktere mehr gibt. Eine weitere Neuerung ist, dass es im Story-Mode eine offene Welt gibt. 42 Charaktere sind im Spiel spielbar.

## Rezeption
Maniac.de vergab zum Spiel 64 %. Laut Metacritic erhielt das Spiel eine „überdurchschnittliche“ Bewertung und vergab 75/100.